# Andrea Fischbacher
Andrea Fischbacher (Schwarzach im Pongau, 1985. október 14. –) olimpiai bajnok osztrák alpesisízőnő.
2004 márciusában debütált a világkupában egy sestriere-i versenyen. Négy évvel később ugyanitt aratta első világkupa-futamgyőzelmét. Két olimpián vett részt, a vancouverin fő számában, szuperóriás-műlesiklásban aranyérmet szerzett. Előzőleg egy bronzérme volt nagy világversenyről, a 2009-es világbajnokságról.
Fischbacher a sokszoros olimpiai- és világbajnok Hermann Maier rokona.

## Világkupa-győzelmei

### Versenygyőzelmek
| Dátum             | Helyszín      | Szakág                 |
| ----------------- | ------------- | ---------------------- |
| 2008. február 10. | Sestriere     | Szuperóriás-műlesiklás |
| 2009. február 28. | Bansko        | Lesiklás               |
| 2014. március 2.  | Crans-Montana | Lesiklás               |